# Diocosma
Diocosma is een geslacht van vlinders van de familie sikkelmotten (Oecophoridae), uit de onderfamilie Oecophorinae.

## Soorten
- D. callichroa Meyrick, 1909
- D. ceramopis Meyrick, 1909
- D. cruciata Meyrick, 1938
- D. eotrocha Meyrick, 1918
- D. filinotella Viette, 1958
- D. molybdela Meyrick, 1917
- D. obliquestrigella (Walsingham, 1881)
- D. rhodopola Meyrick, 1930
- D. tricycla Meyrick, 1909
- D. zarifa Meyrick, 1921